# Johann Tetzel

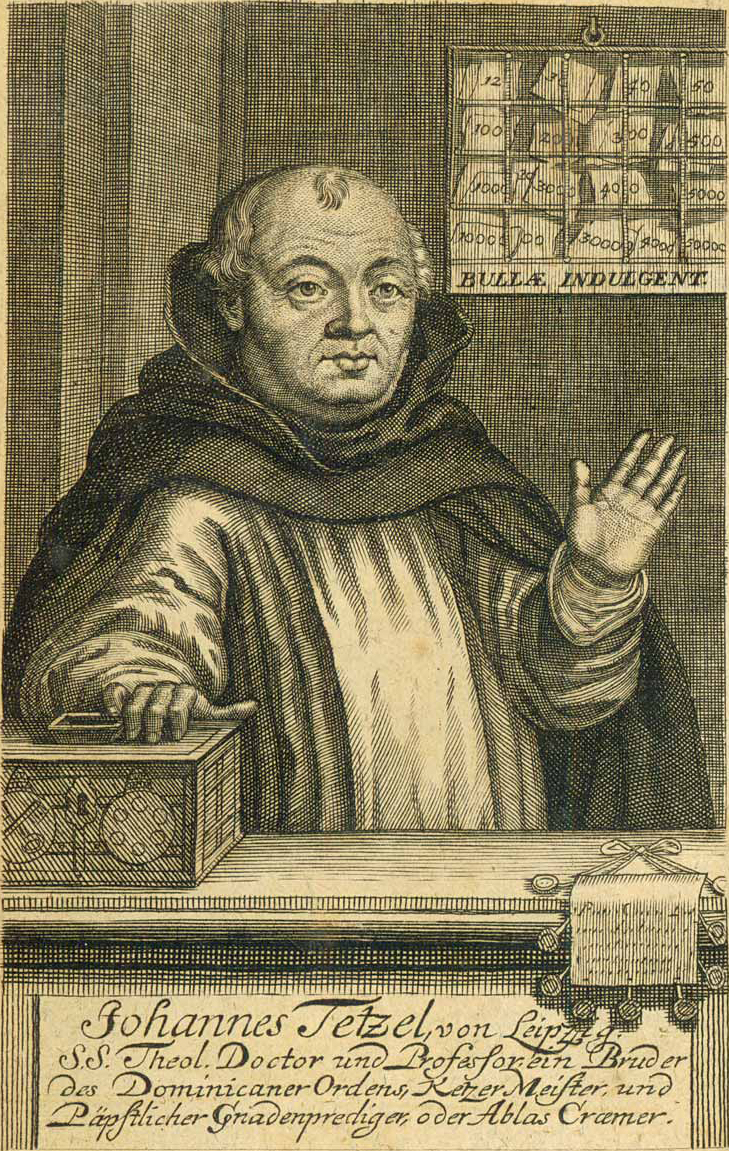
Johann Tetzel, fiktives Porträt (Stich 1717). Ein nach dem Leben gezeichnetes Bildnis von Johann Tetzel ist nicht überliefert; spätere Bilder – wie dieses zum 200. Jahrestag der Reformation – stellen ihn üblicherweise in polemischer Absicht dar: wohlgenährt und mit Hinweisen auf seine Einnahmen.

Johann Tetzel oder Johannes Tetzel, auch Dietze, Dietzel, Tetzell, Detzel, Thizell (* um 1460 oder um 1465 in Pirna oder Leipzig; † 11. August 1519 in Leipzig) war ein deutscher Dominikaner und Ablassprediger. Seine Ablasspredigten stellten den Anlass für Luthers gegen den Ablass gerichtete 95 Thesen dar.

## Leben
Johann Tetzel war der Sohn des Hans Dietze oder Dietzel, eines Goldschmieds oder Betreibers eines Fuhrmanns- und Handelsgeschäfts in Pirna. Sein Geburtshaus befindet sich in der heutigen Schmiedestraße. Im Wintersemester 1482/83 wurde er an der Universität Leipzig als „Johannes Tetzil de Liptzk“ immatrikuliert. 1487 wurde Tetzel zum Baccalaureus artium promoviert. Am 19. Dezember 1489 empfing er die niederen geistlichen Weihen; die Weihenotiz dokumentiert, dass er in den vorausgehenden Monaten in das Dominikanerkloster St. Pauli in Leipzig eingetreten war.

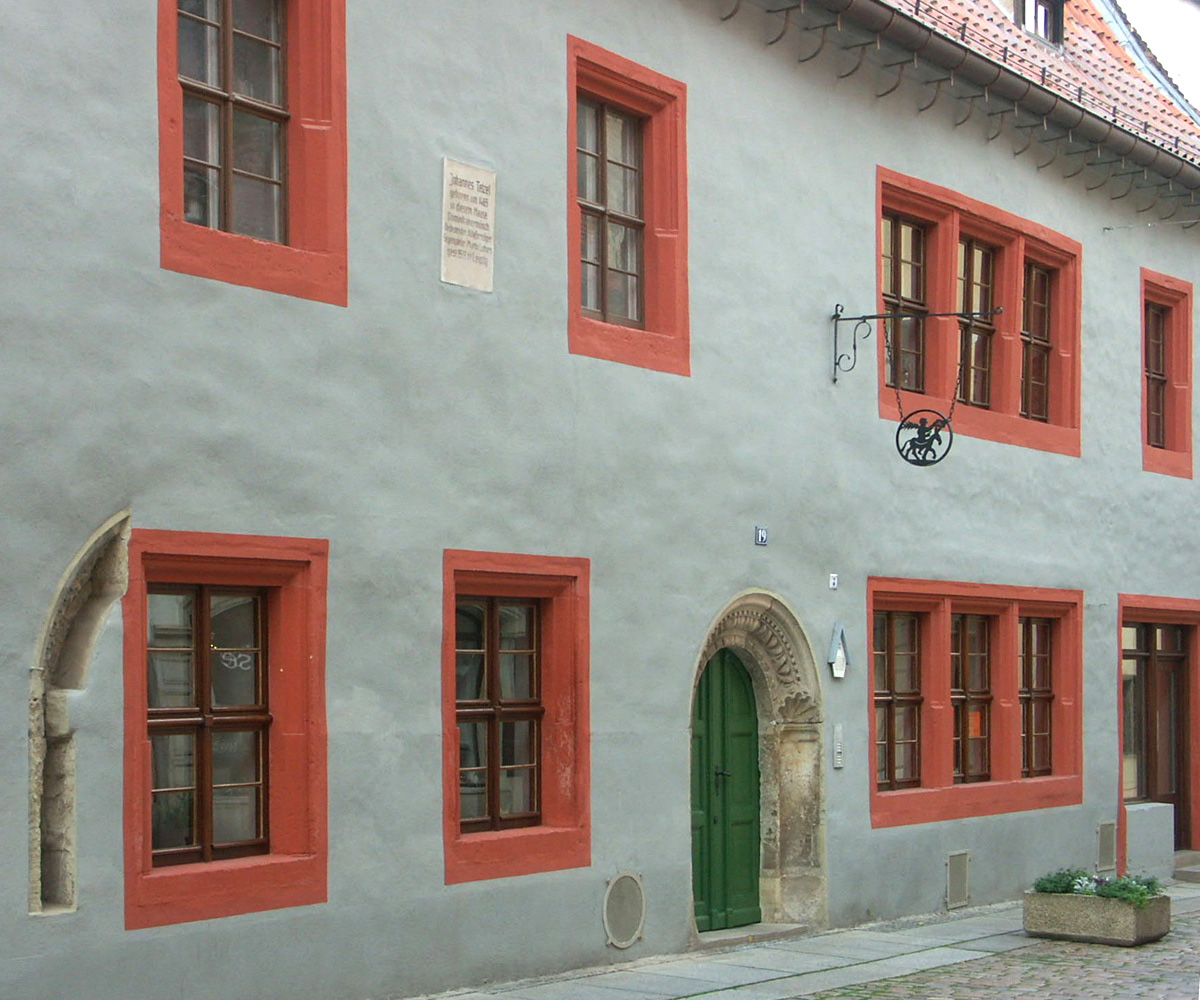
Das in Pirna als sein Geburtshaus bezeichnete Tetzelhaus

Im Jahr 1504 begann Tetzel seine Tätigkeit im Ablasshandel zunächst für den Deutschen Ritterorden. Nach einer kurzen Amtszeit als Prior in Glogau war er von 1505 bis 1510 als Ablassprediger in Sachsen unterwegs. Hier wurde ihm ein unsolider Lebenswandel nachgesagt. Danach war er mutmaßlich im süddeutschen Raum tätig. Anders als von Martin Luther in dessen Propagandaschrift Wider Hans Worst behauptet, war Tetzel allerdings nie in Innsbruck und wurde demzufolge dort auch nicht wegen Ehebruchs und Spielbetrugs zum Tode durch Ertränken verurteilt. Überhaupt sind viele biografische Angaben zu Tetzel äußerst fraglich, da seit Luther und dessen erstem Biografen Johann Mathesius über den Ablass-Prediger zahlreiche frei erfundene Anekdoten im Umlauf sind. So soll Tetzel vom Kurfürsten Friedrich von Sachsen beim Kaiser Maximilian I. nach dem angeblichen Geschlechtsverkehr mit einer verheirateten Frau „losgebeten“ worden sein. Möglicherweise hatte Tetzel jedoch mit einer unbekannten Frau zwei Kinder, wie in einem zeitgenössischen Brief (1519) von Karl von Miltitz an Degenhard Pfeffinger angedeutet wird. Eine zeitweilige Gefangenschaft im „Turm zu Leipzig“ ist ebenso zu den Propaganda-Legenden zu rechnen wie eine „ewige Klosterhaft“ in Pirna, wo er seinen Gegnern zufolge die „Hurerey nicht gelassen“ und eine Magd geschwängert haben soll. Ähnliches gilt für eine Rom-Reise im Jahr 1512 oder 1514, die tatsächlich nicht stattgefunden hat.
1508/1509 hielt sich Tetzel in Alt Gebhardsdorf No. 3 im Queiskreis auf. Eine Einreise nach Schlesien wurde ihm versagt. Trotzdem ließ er aus Dankbarkeit für die guten Geschäfte die Kapellen in Friedeberg und Gebhardsdorf auf seine Kosten renovieren.
1516 ernannte das Bistum Meißen Tetzel zum Subkommissar beim Ablasshandel für den Bau der Peterskirche in Rom. In gleicher Mission, aber nun als Generalsubkommissar, war er ab 1517 im Auftrag des Erzbischofs von Mainz Albrecht von Brandenburg in den Bistümern Halberstadt und Magdeburg unterwegs. Hier lassen sich Aufenthalte in Eisleben, Halle, Zerbst, Berlin, Jüterbog und Magdeburg nachweisen. Dieses Wirken war auch der Anlass für den Thesenanschlag Luthers in Wittenberg und den Beginn der Reformation.
Ab 1518 lebte Tetzel wieder im Paulinerkloster in Leipzig. Im selben Jahr wurde er aufgrund einer Ermächtigung durch Papst Leo X. zum Doktor der Theologie ernannt.
1519 starb er in Leipzig an der Pest. Er wurde im Chor der Paulinerkirche begraben, der 1546 wegen des Ausbaus der städtischen Befestigungsanlagen für den Schmalkaldischen Krieg zum Teil abgetragen wurde.

## Ablasshandel

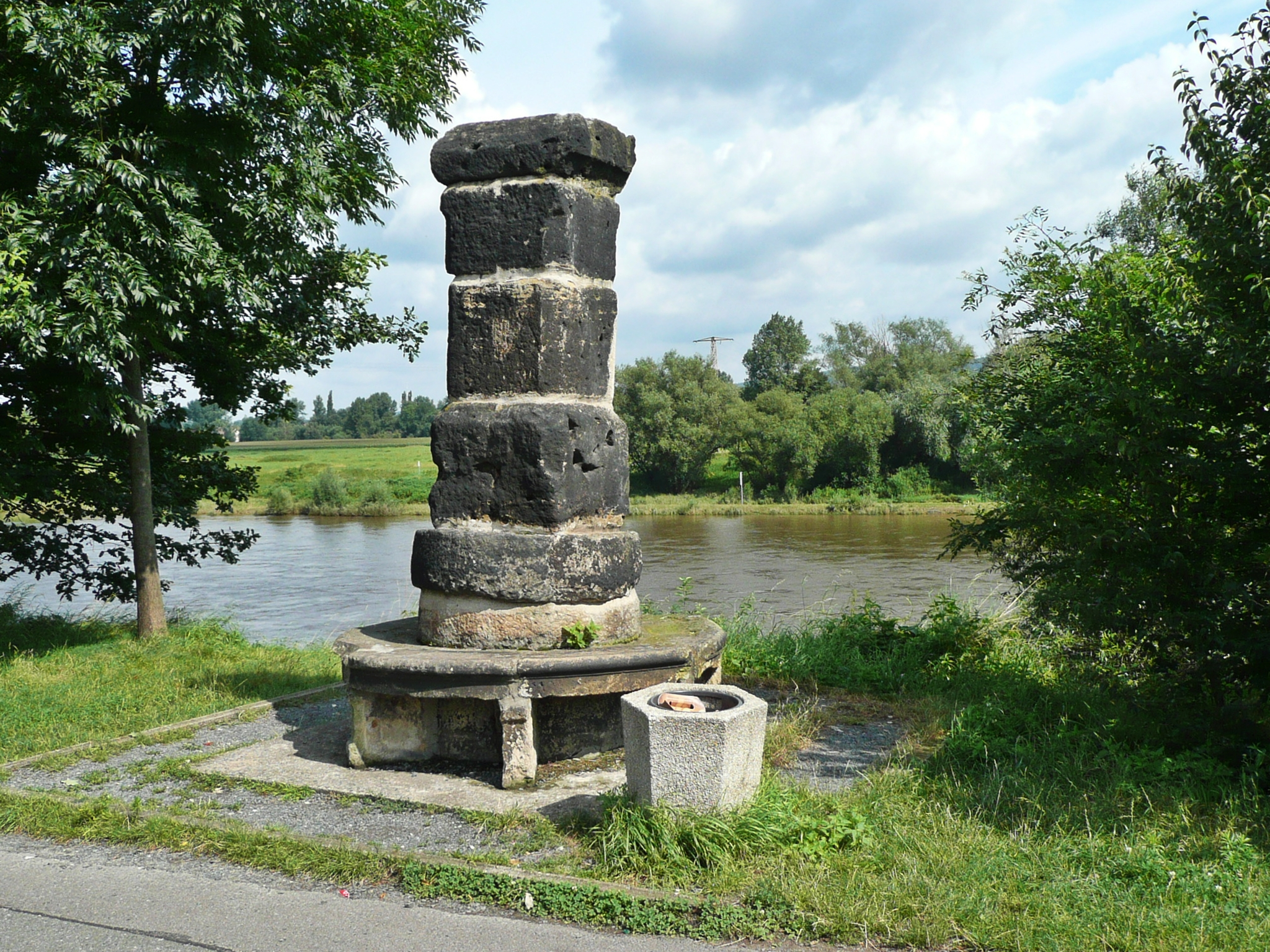
Die Tetzelsäule an der Elbe nahe Pirna. Hier soll Tetzel gepredigt haben.

Bis zum Ende des 15. Jahrhunderts war der Ablasshandel streng geregelt; nur bestimmte Sündenstrafen konnten durch Geld und keinesfalls ohne tätige Reue erlassen werden. Tetzel übertrieb den Umfang des Ablasses. Mit seinen Parolen: 

„Sobald der Gülden im Becken klingt im huy die Seel im Himmel springt“

 oder 

„Wenn ihr mir euer Geld gebt, dann werden eure toten Verwandten auch nicht mehr in der Hölle schmoren, sondern in den Himmel kommen“

 soll Johann Tetzel in der Art eines Marktschreiers den Ablasshandel eröffnet haben. Ins heutige Deutsch übertragen ist jedoch heute der Ausruf 

„Sobald das Geld im Kasten klingt, die Seele in den Himmel springt!“

 der Allgemeinheit geläufiger – ein Satz, der wahrscheinlich einer Auseinandersetzung an der Pariser Sorbonne im Jahre 1484 durch Jean Laillier entstammte. Der Magister der freien Künste und Professor für Theologie, der nicht nur den Vorrang der römischen Kirche in Frage stellte, sondern auch die Absichten eines Mönches verurteilte, der den Ablass zu Stiftungszwecken einforderte, verkürzt in Deutsch „Wenn das Geld im Kasten klingt, die Seele aus dem Feuer springt“ – ein Satz, mit dem man auch das Handeln des Ablasspredigers Johann Tetzel paraphrasieren könnte.
Die eine Hälfte der Einnahmen diente dem Bau des Petersdoms in Rom, während die andere sich der Erzbischof Albrecht von Brandenburg und der jeweilige Ablassprediger teilten. Der Bischof benötigte die Einkünfte, um seine gegenüber den Fuggern aufgelaufenen Schulden abzuzahlen. Um den Anteil des Bankhauses zu sichern, begleiteten Vertreter der Fugger Tetzel und zogen bei Verkaufsaktionen die Tilgungssummen ein. Ein Teil dieser Schulden war durch Gebühren entstanden, die der Papst dafür verlangte, dass er Albrecht von den Vorschriften gegen Ämterhäufung dispensiert hatte. Somit konnte Albrecht zusätzlich zu den Bischofssitzen von Magdeburg und Halberstadt den wichtigsten deutschen Erzbischofsstuhl von Mainz, lateinisch Sancta sedes (Moguntia), der mit dem Erzkanzleramt über den deutschen Teil des Reiches verbunden war, erwerben.
Tetzel wirkte zwar im Gebiet des Erzbistums Magdeburg, doch kamen zu ihm auch die Wittenberger Bürger, um sich, statt durch echte Buße, durch Geld von ihren Sünden zu befreien. Martin Luther, Beichtvater vieler Wittenberger, bemerkte dies mit Bitterkeit. Er prangerte den seiner Meinung nach schändlichen Ablasshandel an, da dieser seine Vorstellung von einem sündigen Menschen, der sich wegen schlimmer Taten einem Leben der Demut unterwirft, geradezu verhöhnte. Die 95 Thesen, die er als Reaktion darauf in Wittenberg veröffentlicht haben soll, stehen für den Ausdruck einer tiefgreifenden Enttäuschung und gelten als Auslöser der Reformation. Kurz vor Tetzels Tod schickte Luther ihm einen Trostbrief.
Auch an andern Orten wurde Tetzel kritisch gesehen. Der Pfarrer am Ulmer Münster, Konrad Krafft etwa, hielt 1517 eine Predigt gegen Johann Tetzels Ablasspraxis.
Tetzel soll seine Ablassbriefe auch in Küblingen in der dortigen Wallfahrtskirche St. Marien verkauft haben. Im nahegelegenen Elm, einem Höhenzug knapp 20 Kilometer östlich von Braunschweig, soll 1518 laut einer Sage unter dem Tetzelstein ein Ablassprediger begraben worden sein.

## Tetzelkasten
Der Tetzelkasten war der Kasten zum Sammeln der Erlöse aus dem Ablassverkauf. Um die Menschen zum Kauf zu bewegen, ließ Tetzel einen Teufel auf den Kasten malen, der die armen Seelen im Fegefeuer quält. Darüber stand geschrieben: „Wenn das Geld im Kasten klingt, die Seele aus dem Feuer springt.“

### Braunschweig

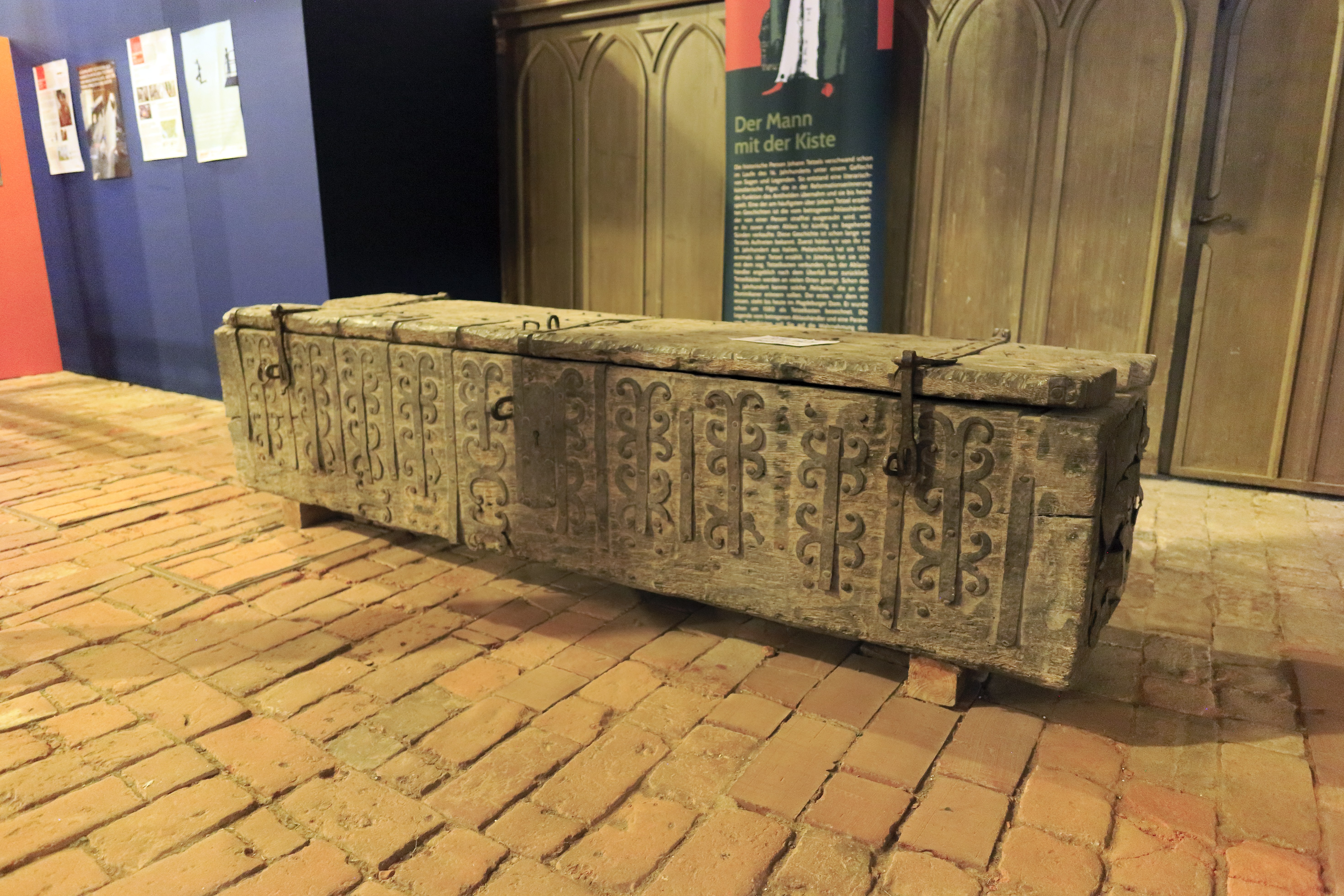
Tetzelkasten in Jüterbog, um 1510

Einer der bisher gefundenen Tetzelkästen (auch Ablasslade genannt), in denen die Bußgelder verwahrt wurden, befindet sich im Städtischen Museum Braunschweig im Altstadtrathaus. Er entstammt der Peterskapelle der Burg Süpplingenburg, in der Tetzel gepredigt und diesen Kasten verwendet haben soll. Dieser ist mit breiten Eisenblechen beschlagen und besitzt seitlich zwei Tragegriffe. Auf der Vorderseite waren drei Schlösser angebracht, deren Öffnung wahrscheinlich nur der römischen Kurie, den Fuggern und Erzbischof Albrecht vorbehalten war. Seine Abmessungen sind 40,6 × 82,5 × 47,5 cm.

### Jüterbog
Auch die Nikolaikirche in Jüterbog besitzt einen Tetzelkasten. Hans von Hake (1472–1541) aus Stülpe übergab Jüterbog diese Lade, nachdem er Tetzel den Kasten abgenommen hatte. Den Ablasszettel dafür hatte er zuvor schon von ihm erworben und winkte damit, als Tetzel ihm mit den Qualen des Fegefeuers drohte. Diese Geschichte beschreibt Theodor Fontane im ersten Band seiner Wanderungen durch die Mark Brandenburg (siehe auch „Überfall in der Golmheide“).

### Elm
Auf der Höhe des Elms (zwischen Königslutter und Schöppenstedt) soll Tetzel der Legende nach von einem Ritter „von Hagen“ überfallen worden sein, als er von Königslutter kam. Es wird erzählt, dieser Ritter habe bei Tetzel zuvor einen Ablassbrief „für noch zu begehende Sünden“ gekauft, ihm diesen nun unter die Nase gehalten und dann unter Hinweis darauf die Ablasskasse geraubt. Die mutmaßliche Stelle des Überfalls ist mit dem sogenannten Tetzelstein markiert.

### Berlin
Auch aus Berlin ist eine ähnliche Geschichte überliefert: Tetzel verkaufte beispielsweise vor der Nikolaikirche die „schriftliche Vergebung der Sünden“ an gut Zahlende. Gegen Geld erwarb auch ein anonymer Wohlhabender eine Ablassurkunde für eine Sünde, die er erst am Folgetag begehen wollte. Als Tetzel am nächsten Tag weiterreiste, wurde er in der Nähe von Trebbin überfallen, und die Ablasslade mit den eingenommenen Geldern wurde ihm geraubt – von dem Mann, der sich schon von der Strafe Gottes freigekauft hatte.

### Görlitz
Ein Tetzelkasten soll auch die metallbeschlagene Lade in der Pfarrkirche St. Peter und Paul in Görlitz sein.

### Annaberg-Buchholz
Auch in der St. Annenkirche (vorher in der alten Sakristei) von Annaberg-Buchholz ist ein Tetzelkasten ausgestellt, in dem heute Spenden für die Erneuerung der Kirche und der Orgel gesammelt werden. Tetzel hat sich in Annaberg von 1502 bis 1504, 1508 und noch einmal von 1510 bis 1512 aufgehalten.